# Кун, Ян Питерсзоон
Ян Питерсзоон Кун (Jan Pieterszoon Coen; 8 января 1587, Хорн — 21 сентября 1629, Батавия) — 4-й и 6-й губернатор Голландской Ост-Индии, который сумел значительно расширить голландские колониальные владения в Индонезийском архипелаге, воспользовавшись ослаблением Португальской империи после объединения португальской короны с испанской в 1580 году.

## Биография
Кун происходил из семьи с крайне строгими кальвинистскими воззрениями. Он обучился купеческому ремеслу в римском филиале одной из фламандских торговых компаний. В 1607 году Кун в качестве торгового представителя сопровождал Питера Верхуффа в его плавании к берегам Индонезии. Вылазка на острова Банда закончилась для торговцев трагически: в столкновении с туземцами погиб сам Верхуфф и полсотни его спутников.
По возвращении в Голландию Кун подготовил для руководства Ост-Индской компании развёрнутый рапорт о состоянии торгового мореходства в восточных морях. В 1612 году ему было поручено обследовать Острова пряностей на предмет их возможного отторжения у португальцев. В 1613 году он был назначен руководителем торговой фактории в Бантаме на Яве, а в ноябре 1614 году — директором компании по азиатской торговле.
Благодаря энергичной деятельности Куна голландцам удалось поставить под свой контроль торговлю пряностями Индонезийского архипелага. За 4 года ему удалось добиться от местных правителей предоставления монополии на экспорт гвоздики с Молуккских островов и муската с островов Банда. Бантамский султан пытался торговать перцем в обход голландцев, однако Кун положил этому конец, перенеся свою штаб-квартиру прямо в центр владений его непокорного вассала — в поселение Джаякарта. В октябре 1617 года Кун получил назначение генерал-губернатором Голландской Ост-Индии.
Кун продолжал сталкивать местных князьков друг с другом, предлагая военную и финансовую помощь в их завоевательных и оборонительных мероприятиях, когда в дело колонизации Ост-Индии вмешалась новая сила — Англия. В 1618 году английские корабли под командованием Томаса Дейла подступили к Джаякарте с тем, чтобы заложить там британскую крепость. Кун вяло оборонялся, осознавая недостаток людей и орудий, а также опасность потопления судов с драгоценным грузом пряностей.

Когда Кун вернулся в Джаякарту с подкреплением с острова Амбон, он обнаружил голландский форт осаждённым бантамским султаном, который в его отсутствие вытеснил англичан с острова. 30 мая Кун разбил войска султана, сжёг Джаякарту и направил свои корабли вдогонку за англичанами. На руинах Джаякарты был основан форпост голландского колониализма на Востоке — крепость Батавия. 

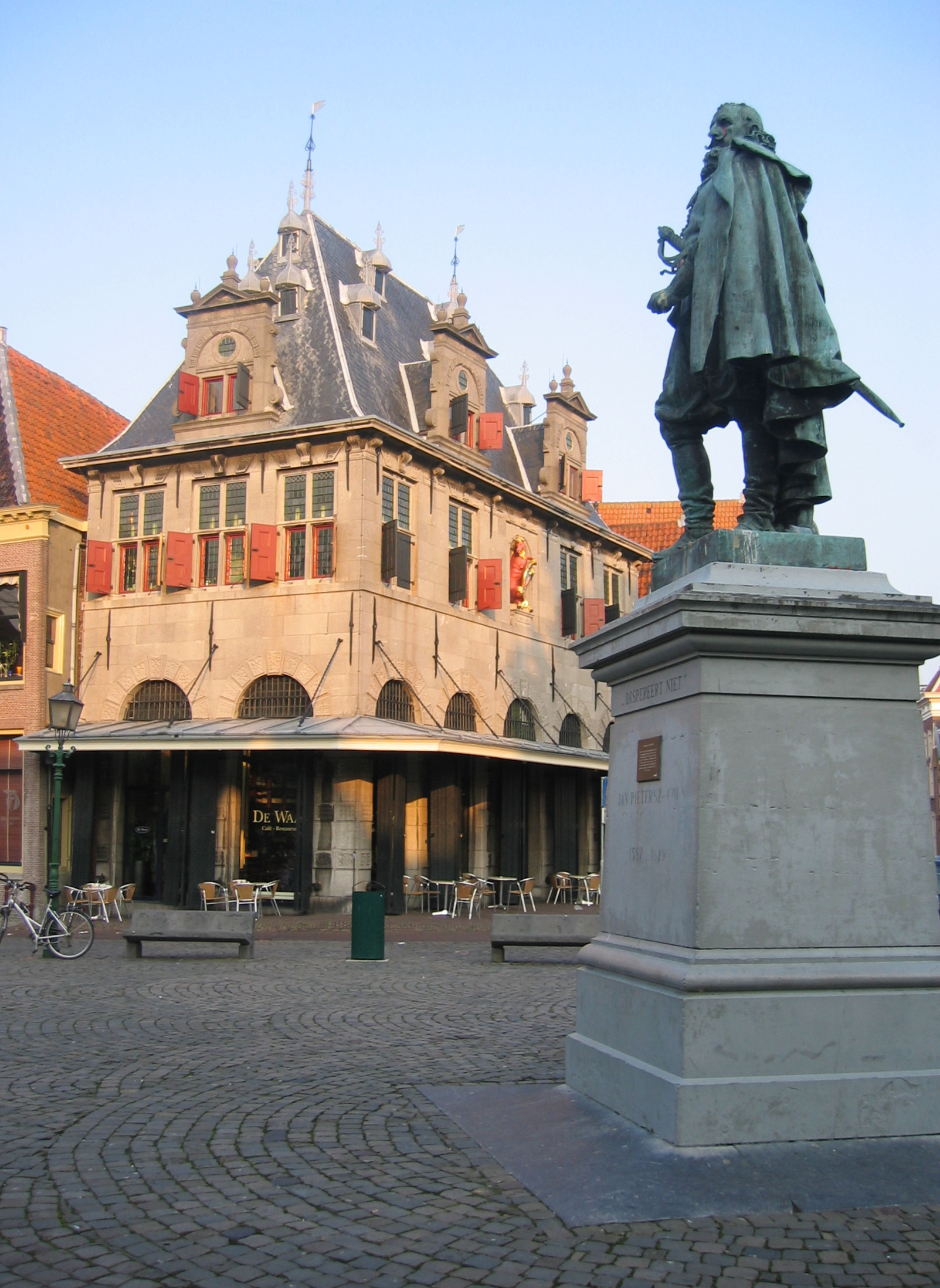
Памятник Куну в его родном Хоорне.

Между тем в марте 1620 года в Батавию пришло известие о том, что Голландская и Британская Ост-Индские компании достигли соглашения о совместном освоении южных земель и борьбе с врагами. Не желая уступать завоёванные с таким трудом земли англичанам, Кун объявил владением голландской компании практически всю территорию острова Ява. В январе 1621 года он высадился на островах Банда, где по его приказу туземцы были вырезаны либо порабощены. Весть о зверствах голландцев на островах достигла Европу и вызвала шок даже у руководства Ост-Индской компании.
В 1622 году, установив голландское владычество в Индонезии, Кун обратил свой взгляд на север. Он намеревался устроить торговые фактории на юге Китая, но, убедившись во враждебности и многочисленности тамошнего народонаселения, удовлетворился основанием поселения на Тайване. О его дальнейшей истории см. Голландская Формоза. Отсюда, по мысли Куна, можно было вести торговлю не только с Китаем, но и с Японией (через Дэдзиму). Теперь под его управлением оказалась огромная торговая сеть, простиравшаяся от японской границы до Сурата на западе Индии.
В феврале 1623 года Кун отправился в Нидерланды для переговоров с руководством компании относительно будущего колонии и для привлечения в Батавию новых поселенцев. Однако одновременно с Куном в метрополию пришли новости об Амбонской резне — устроенном его подчинёнными на острове Амбон избиении конкурирующих английских купцов. Английский король винил в смерти своих подданных самого Куна, и во избежание конфронтации с северным соседом ему было запрещено возвращаться в Ост-Индию до 1627 года.
Последнее путешествие Куна в Ост-Индию трудно назвать удачным. Он приехал инкогнито в сопровождении супруги и нескольких других дам, намереваясь продемонстрировать им свои успехи и привлечь на острова новых колонистов. Вместо этого он оказался в центре боевых действий, которые вёл против яванских колонистов султан Матарама. В августе 1628 и августе 1629 годов. Батавия находилась на осадном положении; во время второй осады Кун умер, предположительно, от дизентерии. Созданная им Голландская морская империя, однако, пережила его, по крайней мере, в Индонезии, почти на 350 лет.